# Њу Ричмонд (Квебек)
Њу Ричмонд (фр. New Richmond) је град у Канади у покрајини Квебек. Према резултатима пописа 2011. у граду је живело 3.810 становника.

## Становништво
Према резултатима пописа становништва из 2011. у граду је живело 3.810 становника, што је за 1,7% више у односу на попис из 2006. када је регистровано 3.748 житеља.
| 2006. | 2011. |
| ----- | ----- |
| 3.748 | 3.810 |